# Браги (Могилёвская область)
Браги (бел. Брагі) — деревня в Мстиславском районе Могилёвской области Белоруссии. Входит в состав Сапрыновичского сельсовета.

## География
Деревня находится в северо-восточной части Могилёвской области, в пределах Оршанско-Могилёвской равнины, вблизи государственной границы с Российской Федерацией, на расстоянии примерно 8 километров (по прямой) к северо-востоку от Мстиславля, административного центра района. Абсолютная высота — 196 метров над уровнем моря.

## История
В конце XVIII века деревня входила в состав Мстиславского воеводства Великого княжества Литовского.
Согласно «Списку населенных мест Могилёвской губернии» 1910 года издания населённый пункт входил в состав Ослянской волости Мстиславского уезда Могилёвской губернии. В деревне имелось 22 двора и проживало 173 человека (103 мужчины и 70 женщин).